# Olivier Lalliet
Olivier Lalliet, né le 2 septembre 1979, est un céiste français de slalom. 
Aux Championnats du monde 2005 à Penrith, il est médaillé d'or en canoë monoplace (C1) par équipe.